# Liste des marquis d'Andelot
Pour les articles homonymes, voir Andelot.
Andelot est une seigneurie du Revermont (actuellement, commune d'Andelot-Morval, département du Jura)
La seigneurie d'Andelot fut possédée par la branche aînée des seigneurs de Coligny jusqu'au XVIIe siècle.

## Érection en marquisat
En 1617, la seigneurie d'Andelot fut érigée en marquisat au profit de Charles de Coligny, par les archiducs Albert et Isabelle. Au XVIIIe siècle (sous les Guyennard), elle comprenait Andelot, Nantey, Senaud, Val d'Epy, Florentia et la Balme d'Epy en partie.

## Marquis d'Andelot

### Maison de Coligny
- 1617-1629 : Charles de Coligny (1564-1632), 1er marquis d'Andelot, 1er marquis de Coligny, fils de Gaspard II de Coligny ;
- 1629-1644 : Clériadus de Coligny (1578-1644), 2e marquis d'Andelot, 2e marquis de Coligny, cousin du précédent à qui il acheta cette terre ;
- 1644-1664 : Joachim de Coligny (+1664), 3e marquis d'Andelot, 3e marquis de Coligny et baron de Cressia, fils du précédent ;
- 1664- .... : Barbe de Coligny, marquise d'Andelot et marquise de Coligny, sœur du précédent, femme de Gilbert V de Langheac

### Maison de Langheac
- 16.. -1676 : Gilbert VI de Langheac (+1676), 5e marquis d'Andelot, 5e marquis de Coligny et 1er comte de Dalet, fils des précédents ;
- 1676-1702 : Marie Roger de Langheac (+1746), 6e marquis d'Andelot, 6e marquis de Coligny et 2e comte de Dalet, fils du précédent.

### Maison Guyénard
- 1702-17.. : Joachim Guyénard (ou Guyennard), 7e marquis d'Andelot, acheta le marquisat d'Andelot à Roger de Langheac en 1702. Gaspard Guyennard fut confirmé dans son titre (?) par LP de juin 1744[2].